# Cho Won-jin

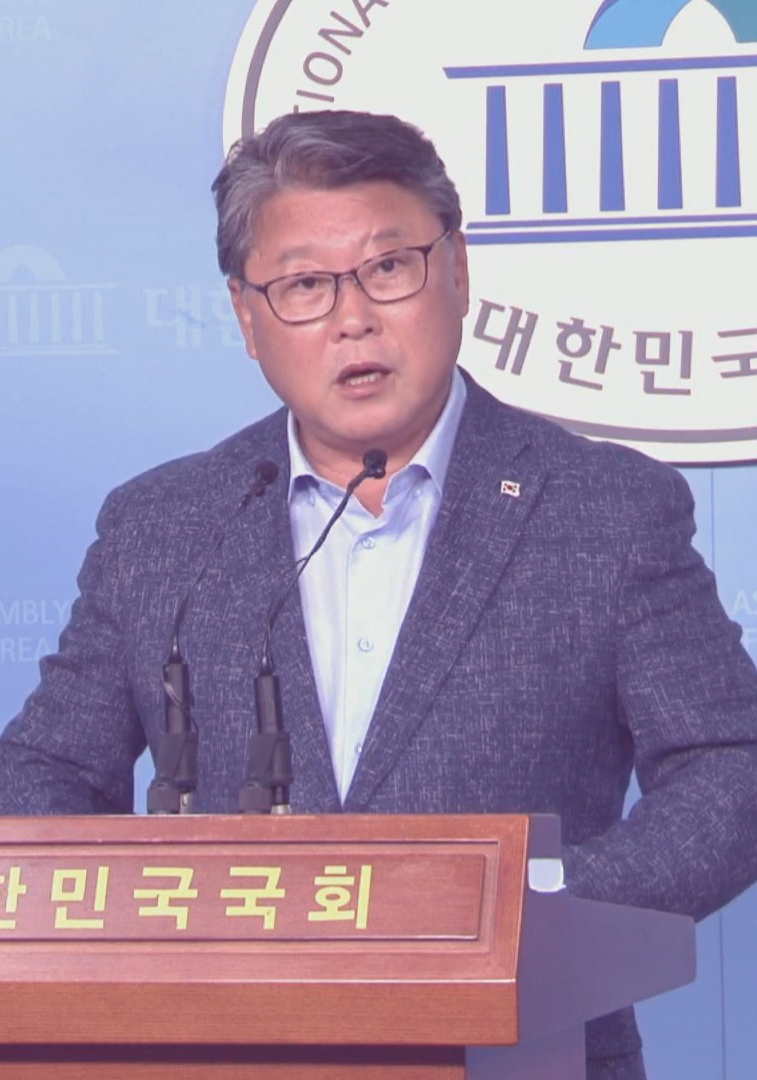
Cho Won-jin im September 2019

Cho Won-jin (* 7. Januar 1959 in Daegu, Südkorea) ist ein konservativer südkoreanischer Politiker und Mitglied der Gukhoe für Dalseo-gu, einen westlichen Bezirk der Stadt Daegu. Er ist der Parteivorsitzende der Uri-Gonghwa-Partei, einer Abspaltung der 2017 gegründeten Saenuri-Partei.

## Politische Karriere
Cho Won-jin wurde in Daegu geboren und studierte Politikwissenschaft und Diplomatie an der Hankuk Universität für Fremdsprachen. Darüber hinaus studierte er Öffentliche Verwaltung an der Yeungnam University.
Cho wurde im Jahr 2008 im Zuge der Parlamentswahl in Südkorea zum ersten Mal in das Parlament Südkoreas gewählt. Er wurde für die Jayu-hanguk-Partei, welche damals noch den Namen Hannara-dang trug im Dalseo-gu, im Westen der Stadt Daegu, im konservativ geprägten Südosten des Landes gewählt.
Im Zuge des politischen Skandals rund um die Präsidentin Südkoreas Park Geun-hye, stellte sich Cho vehement auf die Seite Parks und bezeichnete noch zwei Jahre später die Ermittlungen gegen die Präsidentin als illegal, betrügerisch und eine Lüge. Am 10. Mai 2019 organisierte Cho mit Anhängern seiner Partei eine Protestkundgebung am Gwanghwamun-Platz in Seoul um für Park Geun-hyes Freilassung aus dem Gefängnis zu demonstrieren. Diesem Protest sollten wochenlange Konflikte mit den örtlichen Behörden folgen, da Seouls Bürgermeister Park Won-soon die Entfernung der Protestcamps anordnete. Cho und seine Partei wehrten sich gegen dieses Vorhaben.

### Präsidentschaftswahl 2017
Als der politische Skandal rund um Park das Land erschütterte trat Cho im April 2017 aus der Jayuhanguk-dang aus und trat der in Anlehnung an den früheren Namen der Jayuhanguk-dang benannten, neugegründeten Saenuri-dang bei. Als Kandidat dieser Partei trat er bei den Präsidentschaftswahlen in Südkorea 2017 an. Den Schritt einer Präsidentschaftskandidatur hatte er schon länger überlegt. Cho wollte als Hoffnungsträger für den Sieg der konservativen Rechten im Land und für die Zukunft Koreas gelten und damit die Bildung einer sogenannten düsteren linken Regierung verhindern. Dem Präsidentschaftskandidaten der Jayuhanguk-dang, Hong Jun-pyo warf er vor die Partei von Park-Loyalisten säubern zu wollen und bezeichnete seine frühere Partei als Hong Jun-pyo-Partei. Auch der liberalkonservativen Bareun-Partei und deren Kandidaten Yoo Seong-min gegenüber äußerte sich Cho negativ und prophezeite, dass mehr konservative Abgeordnete die Jayuhanguk-dang in Richtung Saenuri-dang verlassen würden, wenn es zu einer konservativen Allianz kommen würde. Cho erreichte jedoch nur 0,13 % der Wählerstimmen und hatte damit keinen Einfluss auf den Ausgang der Wahlen. Den gewählten Präsidenten Moon Jae-in bezeichnete er als Herrscher einer Diktatur, nachdem der Oberste Gerichtshof von Südkorea Ende August 2019 eine neue Verhandlung für Park anordnete.
Nach der Wahl trat Cho aus der Seanuri-dang wieder aus und gründete die Patriotische Koreapartei, welche sich inzwischen Uri-Gonghwa-Partei (Unsere Republikanische Partei) nennt.
Cho gilt als Unterstützer des Staatspräsidents der Volksrepublik China Xi Jinping und dessen persönlicher Antikorruptionskampagne. Er spricht sich zudem für engere Handelsbeziehungen mit der Volksrepublik China aus. Als Abgeordneter traf Cho Xi im Dezember 2009.